# Dzmitryj Hančaruk
Dzmitryj Michalaevič Hančaruk, accreditato come Dzmitry Hancharuk dalla IAAF (in bielorusso Дзмітрый Мікалаевіч Ганчарук?; 7 luglio 1970), è un ex pesista bielorusso.

## Palmarès
| Anno | Manifestazione   | Sede     | Evento         | Risultato | Misura  | Note                                     |
| ---- | ---------------- | -------- | -------------- | --------- | ------- | ---------------------------------------- |
| 1989 | Europei juniores | Varaždin | Getto del peso | 4º        | 18,04 m |                                          |
| 1995 | Mondiali         | Göteborg | Getto del peso | 8º        | 19,38 m | Miglior prestazione personale            |
| 1996 | Olimpiadi        | Atlanta  | Getto del peso | 9º        | 19,79 m | Miglior prestazione personale            |
| 1997 | Mondiali Indoor  | Parigi   | Getto del peso | 14º       | 19,43 m | Miglior prestazione personale stagionale |
| 1997 | Mondiali         | Atene    | Getto del peso | 23º       | 18,60 m |                                          |
| 2001 | Mondiali         | Edmonton | Getto del peso | 18º       | 19,27 m |                                          |
| 2004 | Mondiali indoor  | Budapest | Getto del peso | 19º       | 18,24 m |                                          |